# مشرع الصفاء (زيرارة)
مشرع الصفاء هي إحدى مشيخات المملكة المغربية، تتبع جغرافيا لإقليم سيدي قاسم وإداريًا لزيرارة. يقدر عدد سكانها بـ 4760 نسمة حسب الإحصاء الرسمي للسكان والسكنى لسنة 2004.